# Stazione di Genova Sturla
La stazione di Genova Sturla è una fermata ferroviaria posta sulla linea Genova-Pisa, fra le stazioni di Genova Brignole e Genova Quarto, servendo l'omonimo quartiere cittadino.

## Storia
Il 23 novembre 1868 fu inaugurata la linea ferroviaria da Genova Brignole a Chiavari, che comprendeva una stazione nell'area occupata dall'attuale piazza Sturla, posta ad un livello più basso rispetto al piano stradale. Lasciata la galleria sotto il colle di San Martino, i treni percorrevano l'attuale via Sclopis, impegnando poi un viadotto sul rio Vernazza, parte del quale ancora oggi visibile, prima di sostare a Sturla.
Il 12 agosto 1915, con l'attivazione del nuovo tracciato a monte fra le stazioni di Genova Brignole e di Quarto dei Mille, la vecchia fermata di Sturla venne sostituita dalla fermata attuale.
A poca distanza dalla stazione si trovano il campo sportivo per l'atletica leggera di villa Gentile e la chiesa della Santissima Annunziata di Sturla.
Superata la vecchia stazione di Sturla in direzione levante, la zona era servita da una seconda fermata ferroviaria, denominata via Tabarca, posta a sud dell'attuale Villa Gentile ed anch'essa soppressa in occasione dello spostamento a monte della ferrovia.
Nel 1926, in conseguenza dell'aggregazione a Genova dei comuni limitrofi, la stazione di Sturla assunse la nuova denominazione di "Genova Sturla".

## Movimento
Sui due binari di Genova Sturla effettuano fermata i collegamenti regionali svolti da Trenitalia nell'ambito del contratto di servizio stipulato con la Regione Liguria, quasi tutti ricadenti nel servizio ferroviario urbano di Genova.

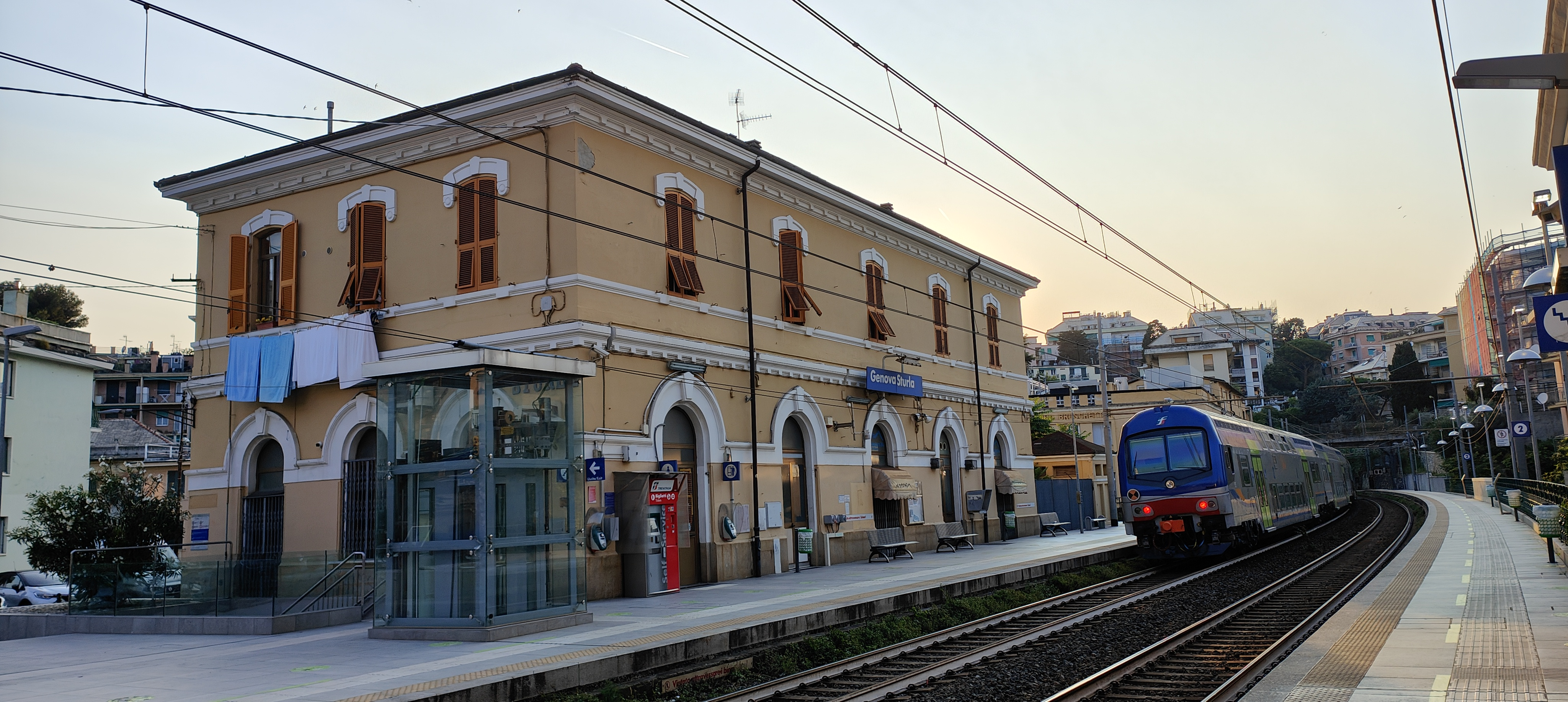
La stazione vista dal piano del ferro

## Servizi
Nell'ambito della categorizzazione delle stazioni, RFI classifica l'impianto nella categoria silver. Esso dispone di:
- Sottopassaggio
- Stazione video sorvegliata
- Biglietteria automatica
- Annuncio sonoro treni in arrivo e in partenza
- Sala d'attesa
- Ascensore
- Parcheggio

## Interscambio

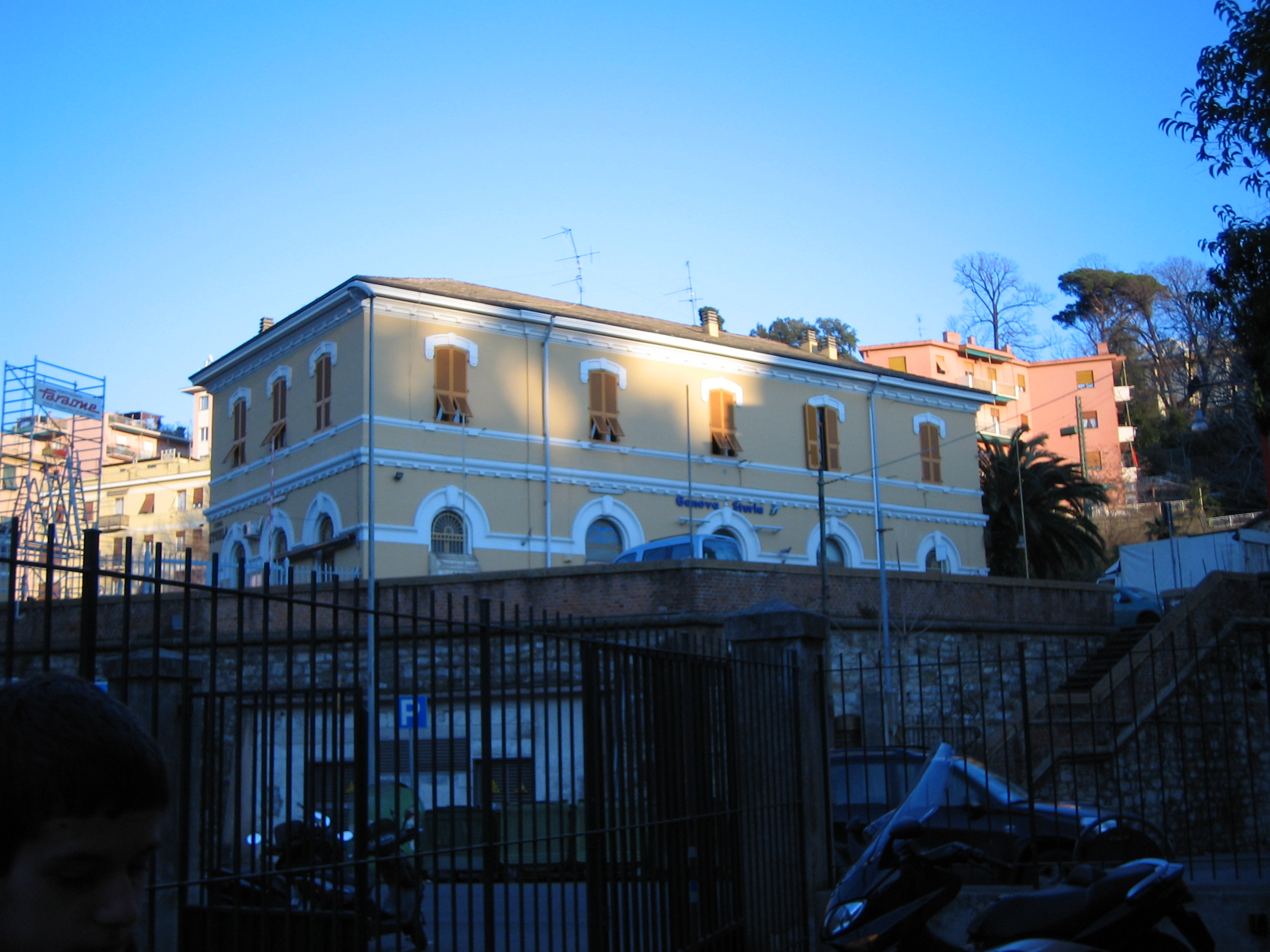
La stazione vista da Viale Massaua

A poca distanza dalla stazione si trova la fermata della linea di autobus dell'AMT numero 45 (che collega la stazione di Genova Brignole con l'ospedale pediatrico Gaslini), la fermata della linea 584 che collega il quartiere collinare di Bavari con l'ospedale pediatrico Gaslini, e i capilinea delle linee 42 (che collega Sturla con piazza De Ferrari nel centro cittadino), 512 e 513 (che servono i quartieri collinari di Quarto).
Scendendo verso mare, in Piazza Sturla, vi sono le fermate della linea 15 (che collega il quartiere del levante genovese Nervi e il centro della città, passando per il quartiere di Albaro) e 31 (che collega il succitato ospedale Gaslini e la stazione Brignole, passando sul lungomare per il quartiere della Foce), oltre alla linea notturna N2, che attraversa la città da Nervi fino a Voltri.